# Magyar irodalom

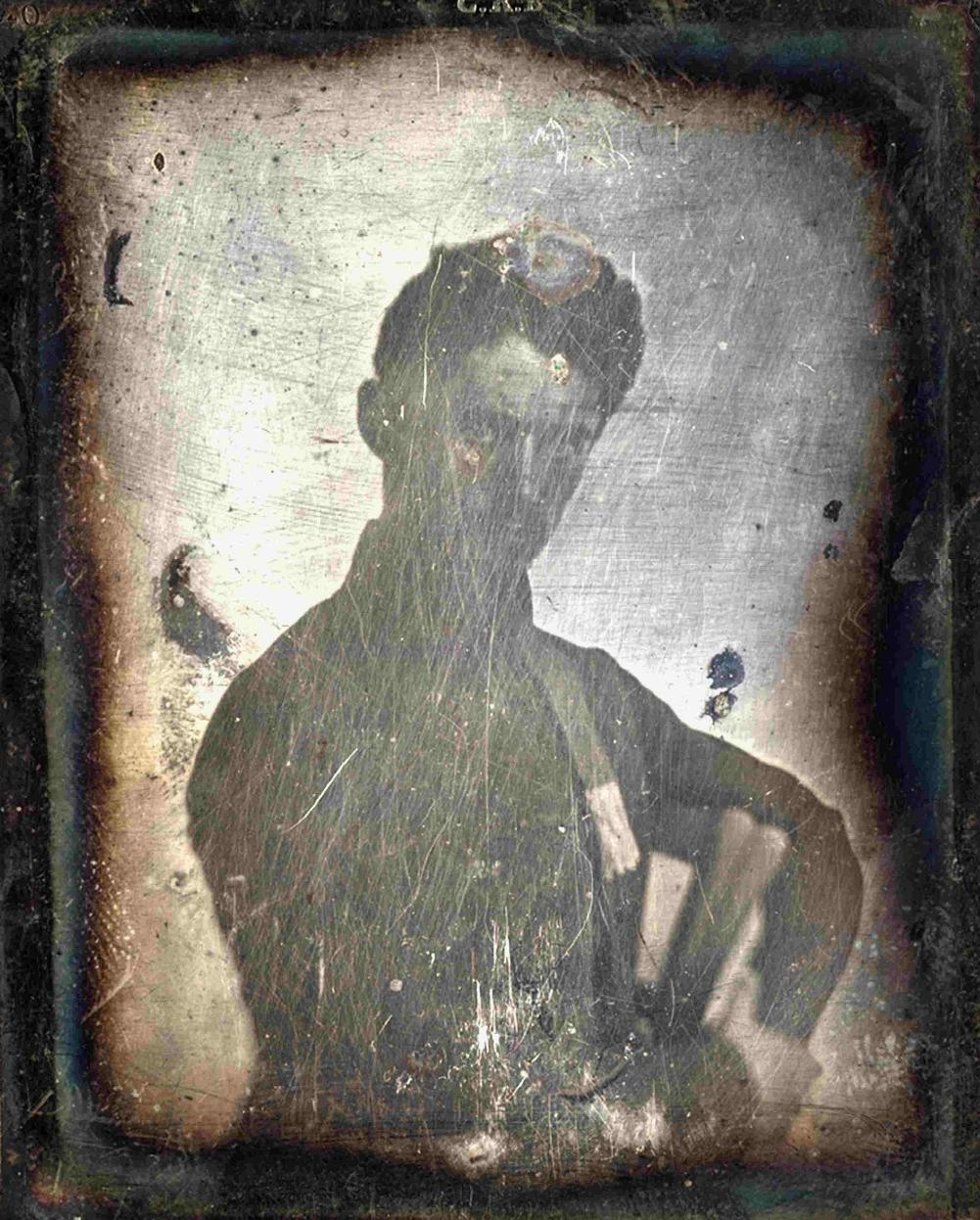
Petőfi Sándor arcmása, dagerrotípia. Az eredeti 1844-ben készült Petőfi dagerrotípia lemez retusálás előtti állapota az 1970-es évek végén

Magyar irodalomnak azon irodalmi művek összességét tekintjük, amelyeket magyar nyelven írnak. Tágabb értelemben ide tartozik a magyar nyelvű szakirodalom, a műfordítások, a magyar népköltészet, a filmes és zenés műfajokhoz kapcsolódó magyar nyelvű irodalmi tevékenység, valamint az olyan irodalmi művek is, melyeket más nyelven írtak ugyan, de szerzőjük miatt vagy témájukban kapcsolódnak Magyarországhoz, esetleg korai magyar nyelvű töredékeket, nyelvemlékeket tartalmaznak.

## A magyar irodalom rendszere
- Magyar nyelv
- Magyar költészet
- Magyar verstan

Műnemek szerint:
- Magyar líra
- Magyar dráma
- Magyar elbeszélő irodalom
- A legnépszerűbb magyar regények listája
- Magyar esszéirodalom

## A magyar irodalom története

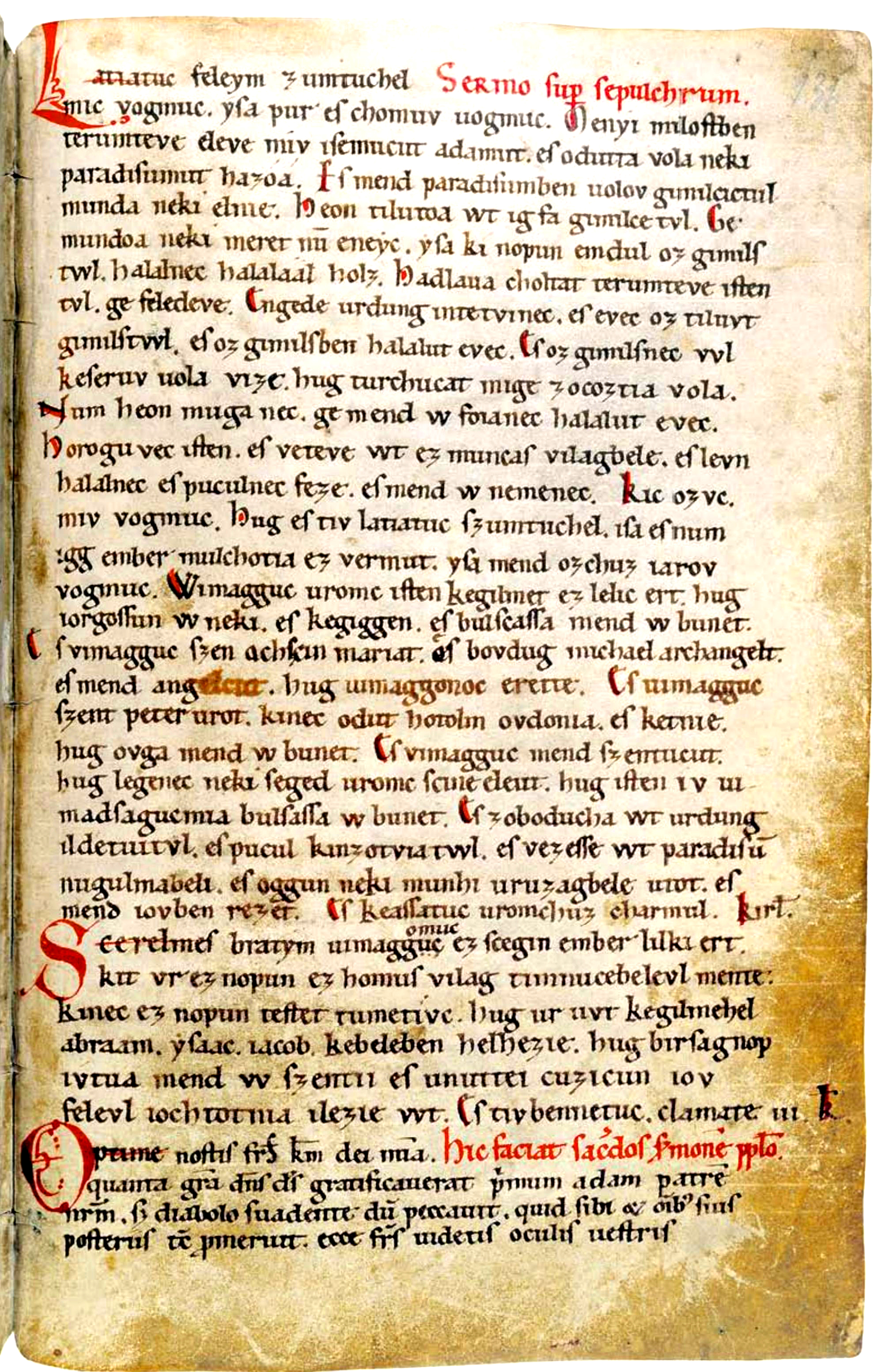
A Halotti beszéd

Az 1192 és 1195 között íródott Halotti beszéd és könyörgés a legelső összefüggő magyar nyelven íródott irodalomtörténeti emlékünk. Az eredetei szövegen látható, hogy annak szerzője nem ismerte a hallott szó leírt alakját. Az Ómagyar Mária-siralom 1300 körül íródott planctus, azaz siralomének.

### 19. századi magyar irodalom
- a reformkor, romantika irodalma
- a polgári irodalom, realizmus irodalma

### 20. századi magyar irodalom
- Kisebbségi magyar költők, írók listája
- Emigráns magyar költők, írók listája

## A legismertebb művek

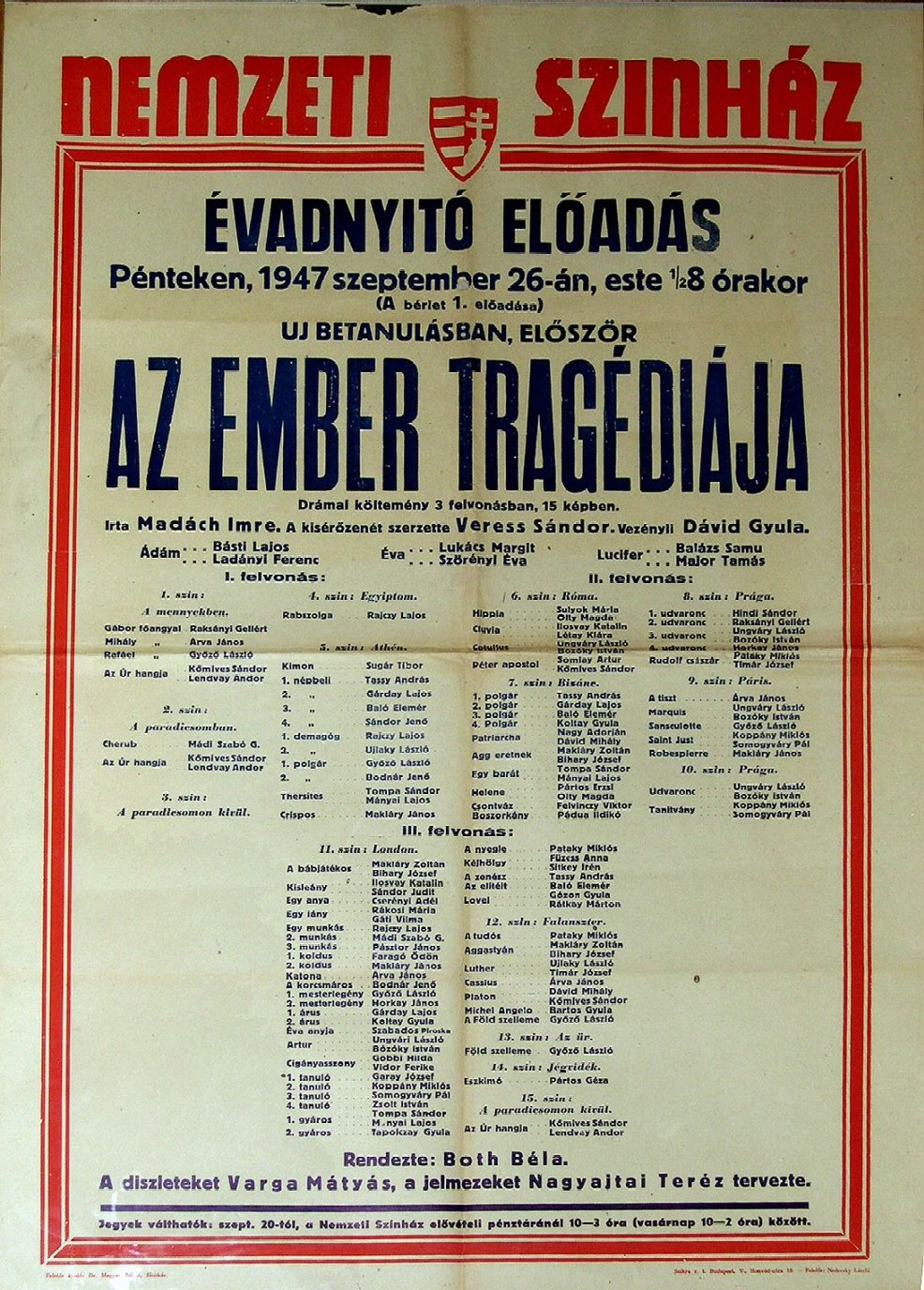
Az ember tragédiája 1947-es plakátja

### Dráma
- Katona József: Bánk bán
- Vörösmarty Mihály: Csongor és Tünde
- Madách Imre: Az ember tragédiája

#### Egyéb közismert művek
- Molnár Ferenc: Liliom, Játék a kastélyban
- Örkény István: Tóték

### Régi és 19. századi líra
- Balassi Bálint: Egy katonaének, Hogy Júliára talála
- Berzsenyi Dániel: A közelítő tél
- Batsányi János: A franciaországi változásokra
- Csokonai Vitéz Mihály: A Reményhez
- Kölcsey Ferenc: Himnusz, Huszt, Emléklapra
- Vörösmarty Mihály: Szózat, A merengőhöz, Gondolatok a könyvtárban, A vén cigány
- Petőfi Sándor: Nemzeti dal, Szeptember végén, Fa leszek, ha, Reszket a bokor, mert,  Beszél a fákkal a bús őszi szél, A nép nevében, Szabadság, szerelem, A XIX. század költői, Föltámadott a tenger, Minek nevezzelek?, Európa csendes, újra csendes, A Tisza, A tintásüveg, Az alföld, Egy gondolat bánt engemet, Füstbement terv, Itt van az ősz, itt van újra, Pató Pál úr
- Arany János: Családi kör, Kertben, Epilógus
- Vajda János: Húsz év múlva

### 20. századi líra
„A tíz legszebb”

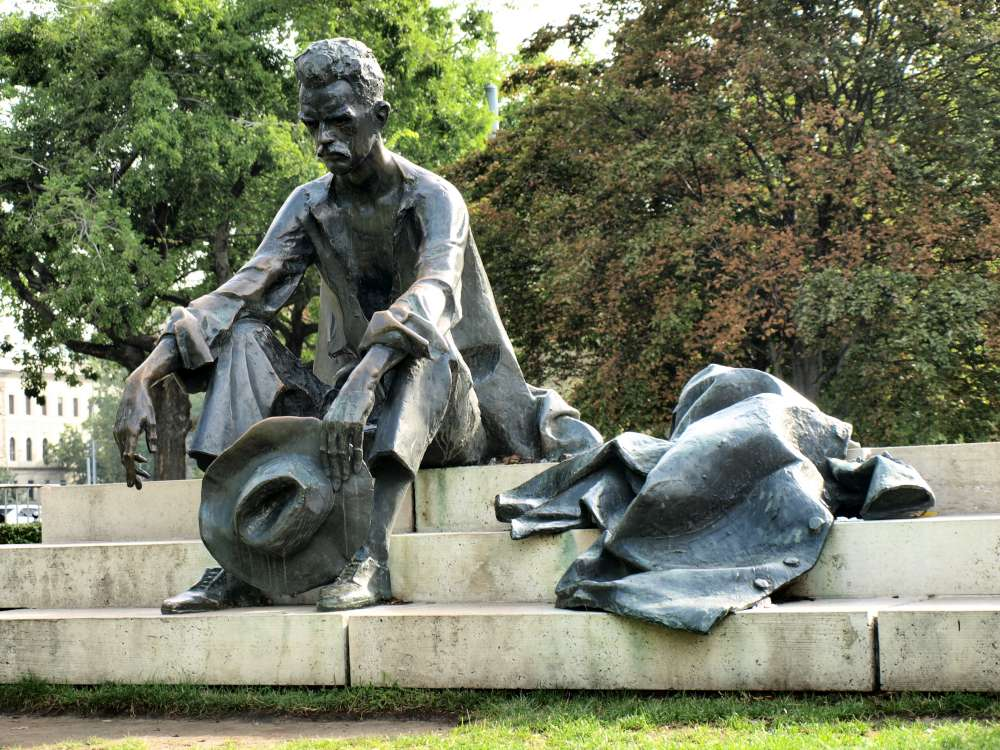
József Attila szobra a Parlamentnél

A Korunk közvélemény-kutatása szerint a 20. századi líra tíz legszebb magyar lírai költeménye:
- Babits Mihály: Esti kérdés, Mint különös hírmondó
- Kassák Lajos: A ló meghal a madarak kirepülnek
- Kosztolányi Dezső: Hajnali részegség (1. helyezés!)
- Dsida Jenő: Psalmus Hungaricus
- József Attila: Óda, Eszmélet
- Illyés Gyula: Egy mondat a zsarnokságról
- Füst Milán: Öregség
- Pilinszky János: Apokrif

Lásd még: A huszadik század legszebb magyar versei (Korunk)
Egyéb közismert művek

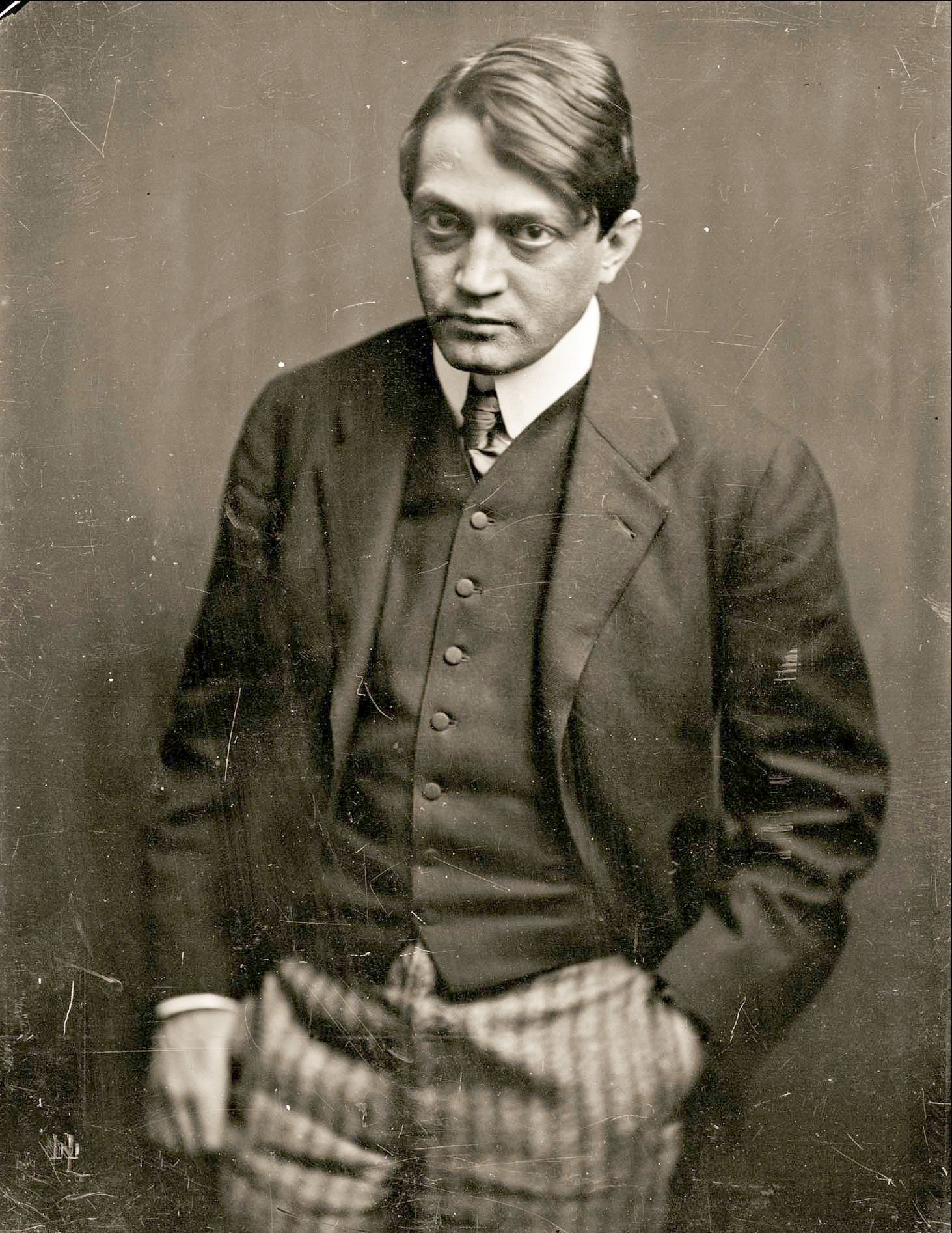
Ady Endre 1908-ban (Székely Aladár felvétele)

- Ady Endre: Góg és Magóg fia vagyok én, A magyar Ugaron, Harc a Nagyúrral, Párisban járt az Ősz, Magyar jakobinus dala, Csák Máté földjén, A grófi szérűn, Dózsa György unokája, Sem utódja, sem boldog őse, A föl-földobott kő
- Tóth Árpád: Esti sugárkoszorú
- Juhász Gyula: Milyen volt, Anna örök
- Kosztolányi Dezső: Halotti beszéd[3]
- József Attila: Tiszta szívvel, Favágó, Anyám, Mondd, mit érlel, Külvárosi éj, A hetedik, Téli éjszaka, Nem, nem, soha!, Reménytelenül, A város peremén, Kései sirató, A Dunánál, Nagyon fáj, Flóra, Flórának, Ars Poetica, Születésnapomra, Hazám, Tudod, hogy nincs bocsánat, Talán eltűnök hirtelen, Ime, hát megleltem hazámat
- Radnóti Miklós: Tétova óda, Nem tudhatom..., Levél a hitveshez, Erőltetett menet
- Illyés Gyula: Koszorú
- Szabó Lőrinc: Semmiért egészen, Lóci óriás lesz
- Váci Mihály: Még nem elég
- Nagy László: Ki viszi át a szerelmet, Adjon az Isten

### Epika

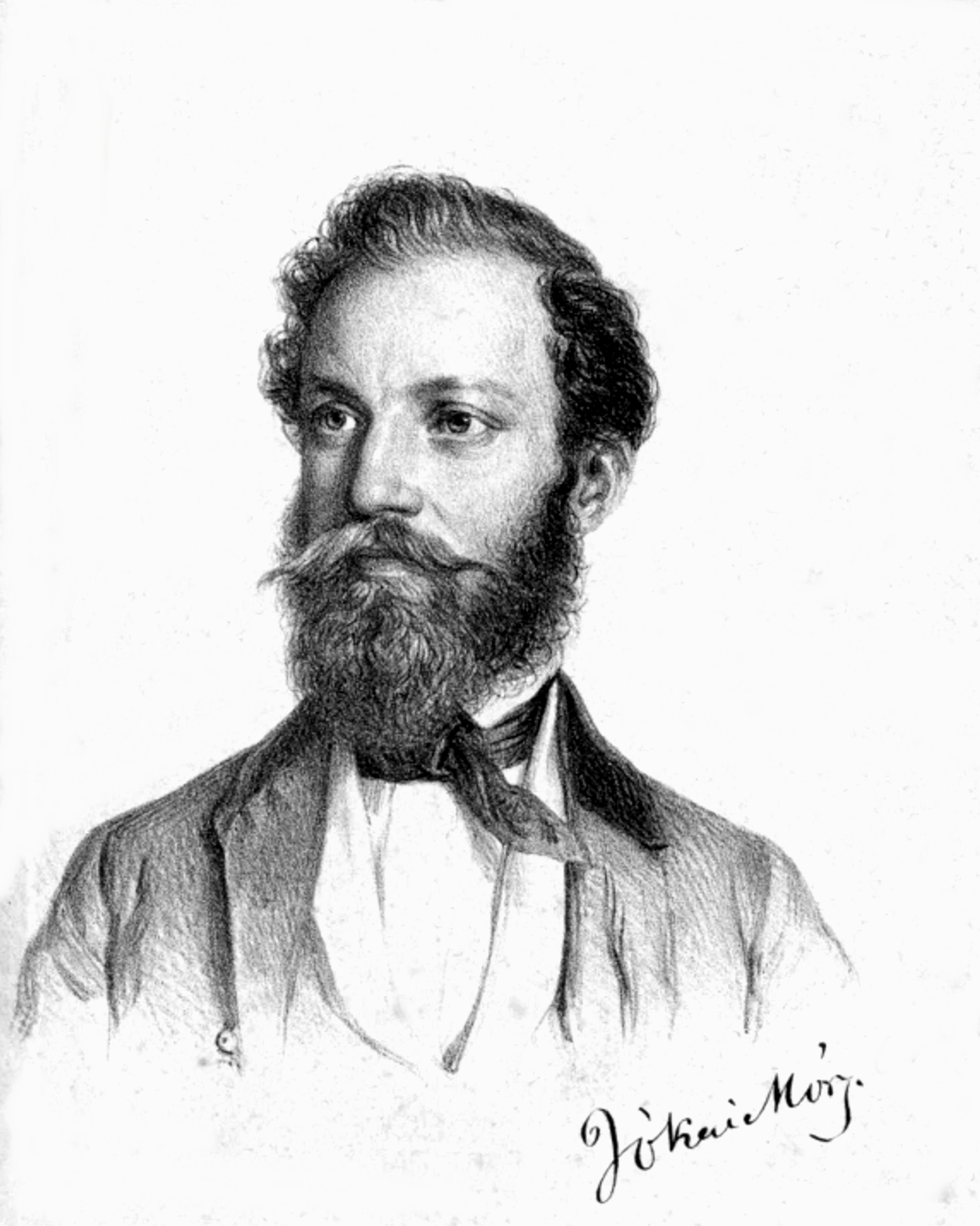
A fiatal Jókai Mór

#### Régi és 19. századi epika
- Zrínyi Miklós: Szigeti veszedelem – az első magyar eposz
- Fazekas Mihály: Lúdas Matyi
- Petőfi Sándor: János vitéz, Az apostol

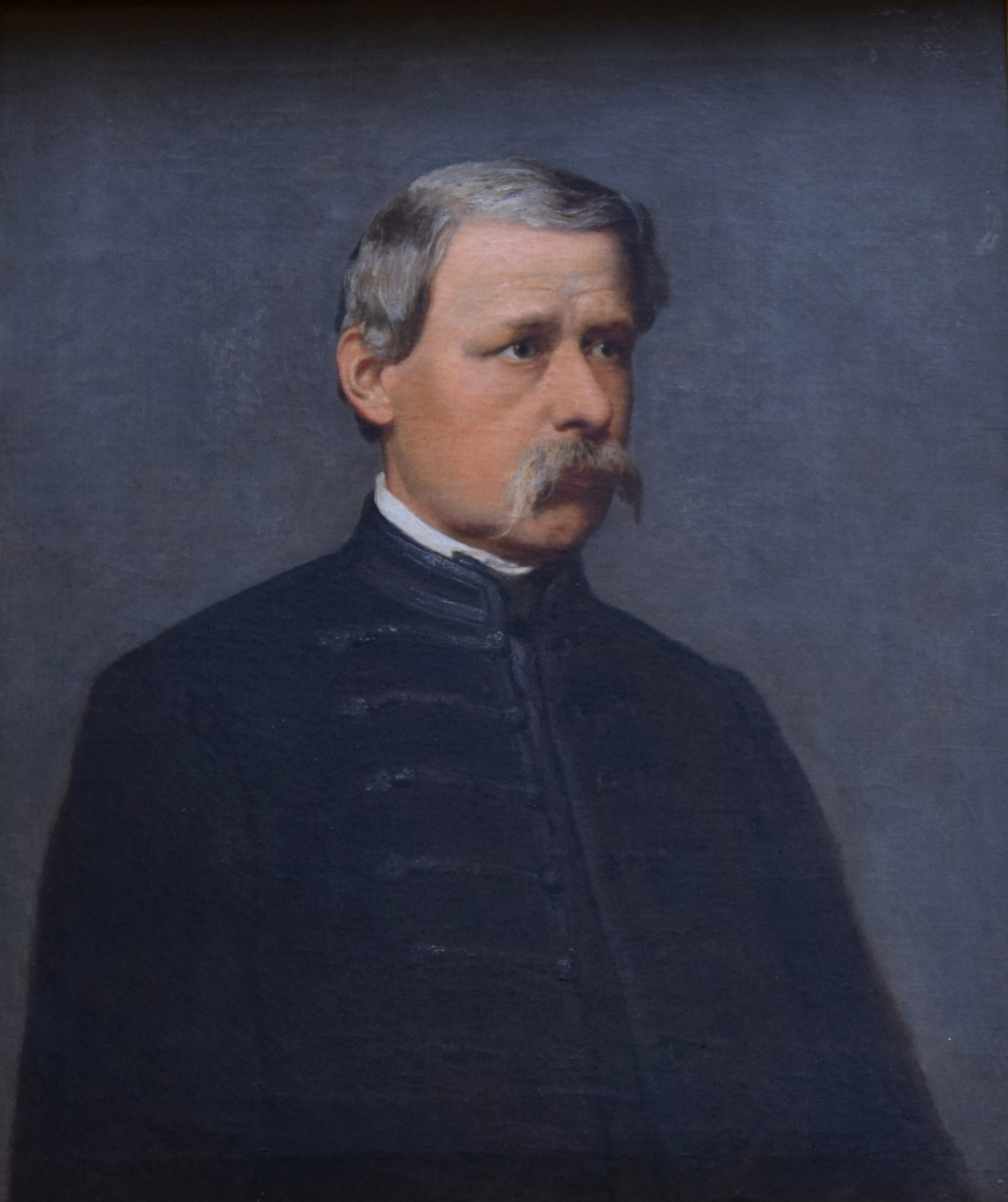
Székely Bertalan: Arany János portréja

- Arany János: Toldi, A fülemile, Rege a csodaszarvasról, A walesi bárdok
- Jókai Mór: A kőszívű ember fiai, Az arany ember, Egy magyar nábob
- Mikszáth Kálmán: Szent Péter esernyője, A fekete város

#### 20. század
„A tíz legnépszerűbb”

A Nagy Könyv közvélemény-kutatása szerint a tíz legnépszerűbb 20. századi magyar regény:
- Gárdonyi Géza: Egri csillagok (1. helyezés!)
- Molnár Ferenc: A Pál utcai fiúk – világszerte ismert ifjúsági regény
- Móricz Zsigmond: Légy jó mindhalálig
- Fekete István: Tüskevár, Vuk
- Wass Albert: A funtineli boszorkány
- Rideg Sándor: Indul a bakterház
- Tamási Áron: Ábel a rengetegben
- Szabó Magda: Abigél
- Kertész Imre: Sorstalanság – az első magyar irodalmi Nobel-díjas író és mű

Lásd még: A legnépszerűbb magyar regények listája (A Nagy Könyv, 2005)
Egyéb közismert művek
- Babits Mihály: Jónás könyve (KORUNK - 2. helyezés!)
- Kosztolányi Dezső: Édes Anna
- Karinthy Frigyes: Tanár úr kérem
- Móra Ferenc: Kincskereső kisködmön, Aranykoporsó
- Szerb Antal: A Pendragon legenda
- Rejtő Jenő: Piszkos Fred, a kapitány, A tizennégy karátos autó
- Fekete István: Bogáncs, Téli berek
- Márai Sándor: A gyertyák csonkig égnek
- Rácz Zsuzsa: Állítsátok meg Terézanyut!

### Gyermekirodalom
A legismertebb gyermekversek
- Petőfi Sándor: Arany Lacinak, Anyám tyúkja
- Móricz Zsigmond: A török és a tehenek, Iciri-piciri
- Móra Ferenc: A cinege cipője
- József Attila: Kertész leszek, Mama, Betlehemi királyok, Altató
- Szabó Lőrinc: Falusi hangverseny, Nyitnikék
- Weöres Sándor: Ha a világ rigó lenne című verseskötetének versei
- Romhányi József: Szamárfül

A legnépszerűbb gyermekkönyvek
- Benedek Elek: Magyar népmesék
- Sebők Zsigmond: Dörmögő Dömötör
- Kálmán Jenő: Sicc-könyvek
- Fazekas Anna: Öreg néne őzikéje

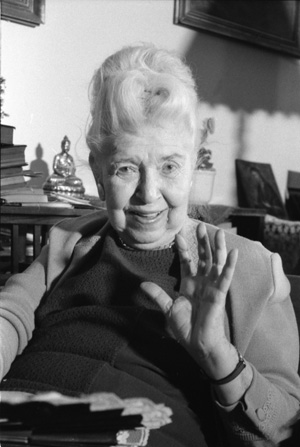
Szepes Mária

- Tersánszky Józsi Jenő: Misi mókus kalandjai
- Török Sándor: Kököjszi és Bobojsza
- Bálint Ágnes: Mazsola történetek
- Kormos István: Vackor könyvek
- Bodó Béla: Brumi-könyvek
- Szepes Mária: Pöttyös Panni sorozat
- Janikovszky Éva könyvei
- Marék Veronika könyvei
- Csukás István: Keménykalap és krumpliorr, Mirr-Murr, a kandúr, Süsü, a sárkány
- Lázár Ervin: A Hétfejű Tündér
- Böszörményi Gyula: Gergő és az álomfogók

### Műfajteremtő alkotások

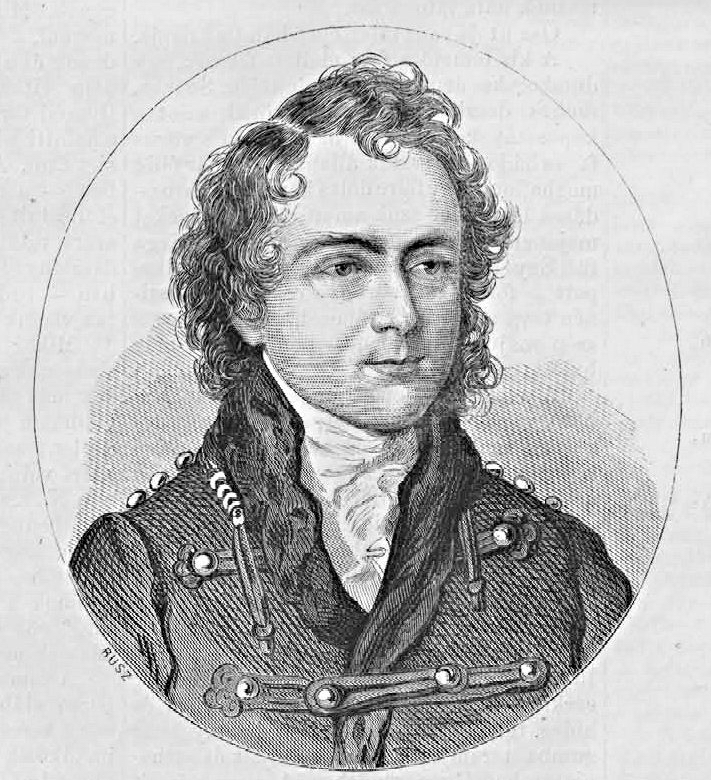
Kármán József

- Dugonics András: Etelka – az első magyar regény
- Kármán József: Fanni hagyományai – az első magyar lélektani regény, 
  - A kincsásó – az első magyar novella,
  - A nemzet csinosodása – az első magyar esszé
- Bessenyei György: Tarimenes utazása – az első magyar filozófiai regény
- Fáy András: A Bélteky-ház – az első magyar társadalmi regény
- Jósika Miklós: Abafi – az első magyar történelmi regény
- Jake Smiles: 1 link – az első magyar online regény, ami megjelent nyomtatásban is

## Magyar irodalom tágabb értelemben

### Népköltészet
- Magyar népköltészet

### Fordításirodalom

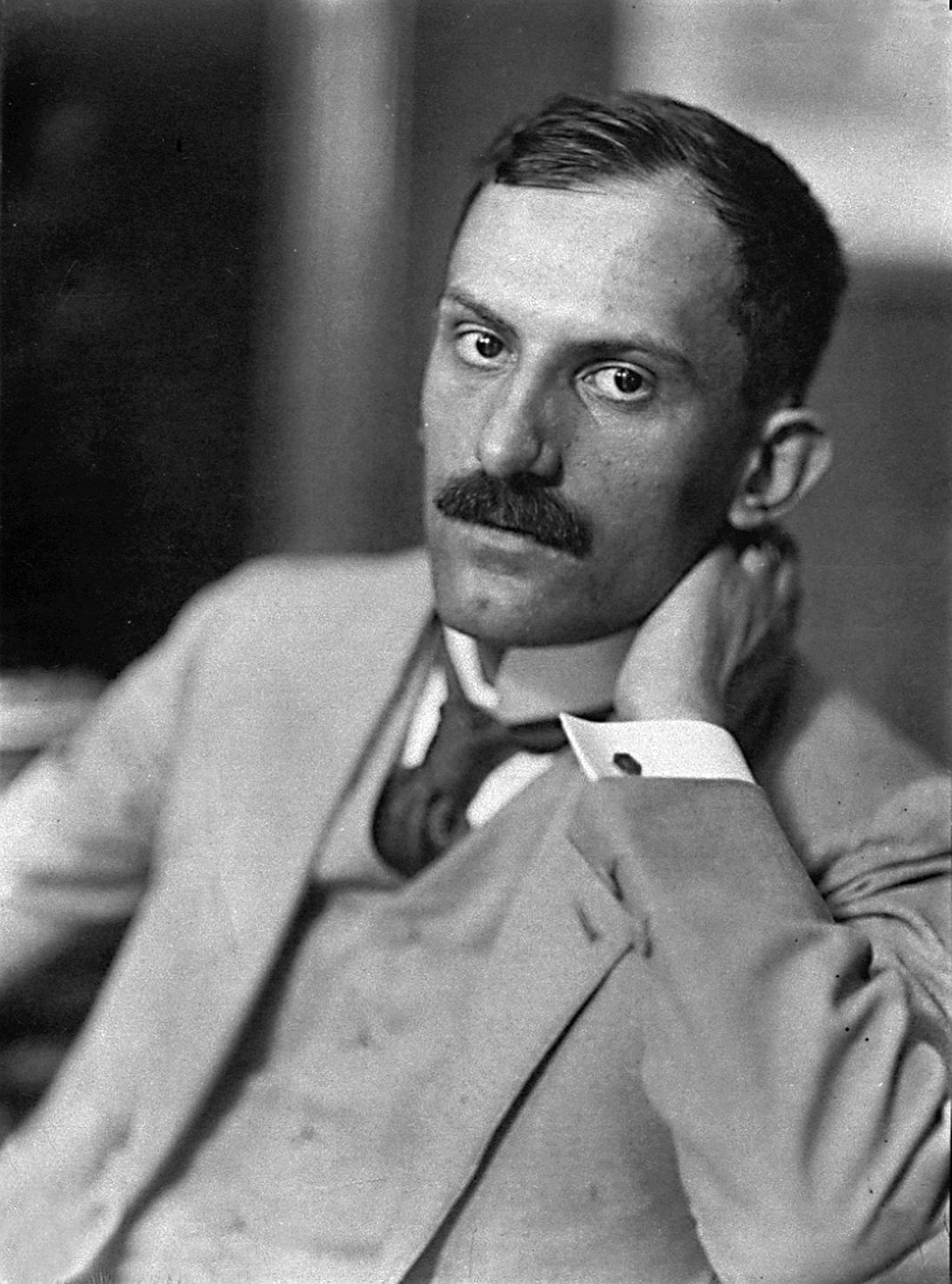
Babits Mihály (Székely Aladár felvétele)

Az idegen nyelvű szépirodalmak legnagyobb magyar fordítói:
- ógörög: Arany János: (Arisztophanész),
  - Babits Mihály: (Szophoklész),
  - Devecseri Gábor: (Homérosz),
- latin: Devecseri Gábor: (Catullus), (Ovidius),
  - Radnóti Miklós: (Horatius)
- finn: Vikár Béla: (Kalevala)
  - Nagy Kálmán: (Kalevala)
- angol: Petőfi Sándor: (Shakespeare (Coriolanus)),
  - Arany János: (Shakespeare-színművek, Burns),
  - Szabó Lőrinc: (Shakespeare-színűmek és -szonettek),
  - Németh László: (Shakespeare-színművek),
  - Mészöly Dezső: (Shakespeare-színművek),
  - Nádasdy Ádám: (Shakespeare-színművek),
  - Babits Mihály: (Edgar Allan Poe, Robert Browning, Oscar Wilde),
  - Réz Ádám: (Jane Austen (A mansfieldi kastély)),
  - Örkény István: (Ernest Hemingway (Búcsú a fegyverektől))
- német: Sárközi György: (Goethe, Thomas Mann);
- francia: Ábrányi Emil (Rostand (Cyrano));
  - Gyergyai Albert: (Voltaire, Flaubert, Proust, Camus);
  - Radnóti Miklós: (La Fontaine, Francis Jammes, Guillaume Apollinaire);
  - Faludy György (Villon);
  - Mészöly Dezső (Villon);
  - Benedek Marcell;
  - Szávai Nándor;
  - Somogyi Pál László;
  - Lányi Viktor Géza: (Honoré de Balzac).
- olasz: Babits Mihály (Dante (Isteni színjáték)).
- orosz: Rab Zsuzsa: (Népköltészet, Jeszenyin);
  - Bérczy Károly, (Puskin (Anyegin));
  - Áprily Lajos (Puskin (Anyegin));
  - Németh László (Lev Tolsztoj (Anna Karenina));
  - Makai Imre: (Dosztojevszkij (A Karamazov testvérek), (Lev Tolsztoj (Háború és béke));
  - Szőllősy Klára: Bulgakov: (A Mester és Margarita).
- lengyel: Murányi Beatrix (Stanisław Lem).
- perzsa: Képes Géza.

### Vallásos irodalom
A magyar vallásos irodalom klasszikusai:
- Bornemisza Péter (1535 – 1584)
- Temesvári Pelbárt (1435 – 1504)
- Pázmány Péter (1570 – 1637)
- Károlyi Gáspár (1529? – 1591)

### Tudományos irodalom
Főleg a régi magyar irodalom sok művéről nehéz eldönteni, hogy inkább a tudományos irodalomba vagy a szépirodalomba tartozik-e, ilyenek például a krónikák vagy az önéletrajzi művek. Ma is sok tudományos ismeretterjesztő művet írnak szépirodalmi igényességgel.
- Magyar történetírás
- Magyar önéletírók

### Magyar irodalom más nyelveken
A középkorban és az újkorban a szépirodalmi, tudományos és vallási művek jó részét latin nyelven szerezték.
A legnagyobb latin nyelvű költőnk Janus Pannonius.
Az eszperantó nyelvű irodalom híres magyar szerzői voltak Kalocsay Kálmán és Soros Tivadar.

### Rokon művészeti ágak
Színművészet
- Magyar színháztörténet

Zenés műfajok
- Magyar operairodalom
- Magyar slágerirodalom

Filmművészet
- Magyar film
- Magyar irodalom filmen